# Антонія Матіч
Антонія Матіч (нім. Antonia Matic; нар. 31 грудня 1984) — колишня німецька тенісистка.
Найвищу одиночну позицію світового рейтингу — 225 місце досягла 27 вересня 2004, парну — 135 місце — 16 серпня 2004 року.
Здобула 4 парні титули туру ITF.
Завершила кар'єру 2008 року.

## Фінали ITF

### Одиночний розряд (0–2)
| Легенда         |
| --------------- |
| турніри $75,000 |
| турніри $25,000 |
| турніри $10,000 |

| Результат | Ранг | Дата           | Турнір                            | Покриття | Суперниця            | Рахунок          |
| --------- | ---- | -------------- | --------------------------------- | -------- | -------------------- | ---------------- |
| Поразка   | 1.   | 27 грудня 1999 | Чандігарх, Індія                  | Трава    | Уршка Весеняк        | 2–6, 0–6         |
| Поразка   | 2.   | 7 жовтня 2007  | Лас-Франкезас-дал-Бальєс, Іспанія | Тверде   | Сінтія Прієто Гарсія | 6–2, 4–6, 6–7(5) |

### Парний розряд (4–9)
| Результат | Ранг | Дата              | Турнір                        | Покриття   | Партнерка           | Суперниці                           | Рахунок            |
| --------- | ---- | ----------------- | ----------------------------- | ---------- | ------------------- | ----------------------------------- | ------------------ |
| Поразка   | 1.   | 30 липня 2000     | Ванкувер, Канада              | Тверде     | Чан Кйон Мі         | Анніка Купер Бренді Фройденберґ     | 4–6, 2–6           |
| Поразка   | 2.   | 7 січня 2003      | Таллахассі, США               | Тверде     | Арпі Коджіан        | Петра Рампре Владіміра Угліржова    | 2–6, 6–7           |
| Перемога  | 3.   | 6 липня 2003      | Штутгарт, Німеччина           | Ґрунт      | Анжеліка Реш        | Марія Гезненге Драгана Зарич        | 6–1, 7–6(7–2)      |
| Поразка   | 4.   | 14 липня 2003     | Гархінг-бай-Мюнхен, Німеччина | Ґрунт      | Лідія Штайнбах      | Анжеліка Бахманн Ленка Немечкова    | 2–6, 6–7(7–9)      |
| Поразка   | 5.   | 3 серпня 2003     | Бад-Заульгау, Німеччина       | Ґрунт      | Лідія Штайнбах      | Хрістіна Фітц Катрін Верле-Шеллер   | 2–6, 1–6           |
| Поразка   | 6.   | 22 вересня 2003   | Джунія, Ліван                 | Ґрунт      | Штефані Вайс        | Ізабель Коллішонн Кіра Надь         | 4–6, 6–7           |
| Поразка   | 7.   | 25 січня 2004     | Гренобль,Франція              | Тверде (i) | Ленка Тварошкова    | Мартіна Мюллер Штефані Вайс         | 2–6, 1–6           |
| Поразка   | 8.   | 2 травня 2004     | Кань-сюр-Мер, Франція         | Ґрунт      | Руксандра Драгомір  | Любомира Бачева Ева Бірнерова       | 6–3, 6–7(4–7), 3–6 |
| Поразка   | 9.   | 20 червня 2005    | Періге, Франція               | Ґрунт      | Акгуль Аманмурадова | Катарина Кашликова Ленка Тварошкова | 5–7, 1–6           |
| Поразка   | 10.  | 7 серпня 2005     | Ванкувер, Канада              | Тверде     | Лорен Барніков      | Сара Борвелл Сара Ріск              | 4–6, 6–3, 6–7(0–7) |
| Перемога  | 11.  | 21 серпня 2007    | Вальштедт, Німеччина          | Ґрунт      | Неда Козич          | Штефані Гайднер Наталія Колат       | 6–1, 2–6, 6–3      |
| Перемога  | 12.  | 19 листопада 2007 | Маунт-Гамбір, Австралія       | Тверде     | Моніка Нікулеску    | Софі Фергюсон Труді Мусгрейв        | 5–7, 6–3 [10–8]    |
| Перемога  | 13.  | 2 березня 2008    | Бухен, Німеччина              | Килим (i)  | Лаура Габеркорн     | Міхаела Похабова Патріція Верешова  | 6–2, 6–4           |